# Millet-ul vlah
Millet-ul vlah (în turcă Ulah milleti, care poate fi interpretat ca „națiunea aromână”) a fost un millet separat (adică o comunitate lingvistică⁠(d) și etno-religioasă⁠(d) recunoscută) în cadrul Imperiului Otoman. A fost înființat de autoritățile otomane pentru etnicii aromâni (cunoscuți și ca „vlahi”; în turcă Ulahlar) în anul 1905, în perioada ascensiunii naționalismului în Imperiul Otoman⁠(d). Deși meglenoromânii sunt numiți uneori și vlahi, millet-ul vlah nu le-a fost destinat.

## Istoric
Aromânii formează un grup etnic balcanic care este răspândit în mai multe țări precum Albania, Bulgaria, Grecia, Macedonia de Nord, România și Serbia. În mod uzual, vecinii aromânilor folosesc termenul „vlah” (în turcă Ulahlar) pentru a se referi la ei. Totuși, același termen este folosit și pentru meglenoromâni, un mic popor balcanic înrudit. Înainte de înființarea milletului vlah, aromânii se aflau sub jurisdicția Patriarhiei Ecumenice Grecești de la Constantinopol, deoarece erau practicanți ai religiei creștin-ortodoxe răsăritene. În acest timp, majoritatea preoților erau greci, iar aromânii nu-și puteau folosi propria limbă în slujbele bisericești⁠(d). Acest conflict între aromâni și greci a escaladat în cele din urmă până la acte de violență fizică, generând lupte între membrii ambelor grupuri. Din această cauză, aromânii au început să ceară ajutor autorităților otomane și guvernului României.
Situația aromânilor a început să fie studiată de autoritățile administrative ale Imperiului Otoman și, la 9 august 1891, Ministerul Justiției⁠(d) a trimis marelui vizir otoman un raport în care se afirma că aromânii aveau dreptul de a-și folosi propria limbă în biserică la fel cum multe popoare ortodoxe din țările populate de arabi își puteau folosi limba maternă în cazul că ea era diferită de limba greacă. Se mai menționa în acel raport că nemulțumirea aromânilor îi putea determina să-și înființeze o biserică proprie independentă. Problema aromână trebuia tratată cu delicatețe de autoritățile otomane. Deși acordarea mai multor drepturi pentru aromâni putea îmbunătăți relațiile dintre România și Imperiul Otoman și putea genera sentimente proturcești în rândul cetățenilor săi, ea putea, de asemenea, să-i înfurie pe cetățenii otomani de etnie bulgară, greacă și sârbă. Pe de altă parte, România făcea presiuni asupra Imperiului Otoman pentru acordarea unei autonomii mai mari pentru aromâni și pentru dreptul acestora la o biserică independentă, oferindu-se chiar să încheie un tratat de alianță⁠(d) cu aromânii dacă ambițiile lor erau îndeplinite.

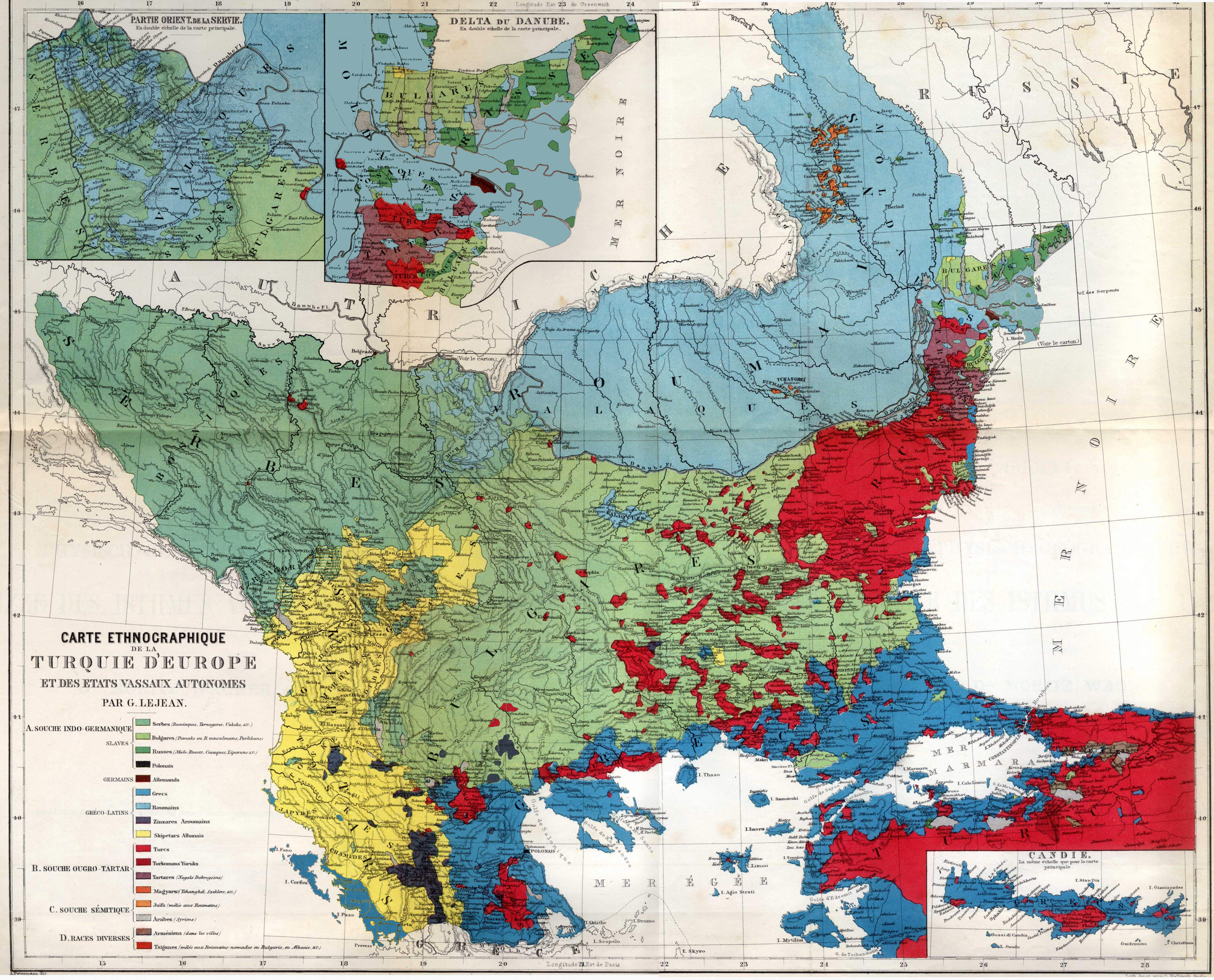
Harta etnografică a Balcanilor din 1861, realizată de. Zonele locuite de aromâni sunt reprezentate cu albastru foarte închis, fiind înconjurate în mare parte de zonele locuite de albanezi (care sunt reprezentate în galben; distribuția lor pe această hartă este inexactă în zona Epirului). Zonele meglenoromânilor sunt reprezentate ca zone aromâne.

La 28 iunie 1904 aromânii au depus o petiție către autoritățile otomane, prin care solicitau să fie separați de greci și să fie recunoscuți oficial și legal ca o comunitate etnică (millet) a Imperiului Otoman. Au mai cerut să aibă un reprezentant la Istanbul și dreptul de a alege aromânii în satele pe care le-au populat. Guvernul României a susținut cu fermitate solicitările aromânilor și a încercat să convingă guvernul Imperiului Otoman să le îndeplinească. Cu toate acestea, sultanul Imperiului Otoman, Abdul Hamid al II-lea, a decis să ignore acea petiție pentru a evita conflictele politice. În acele vremuri, guvernul Imperiului Otoman era deosebit de îngrijorat de o posibilă pierdere a regiunii Macedonia și de o schimbare a statu-quoului în Balcani. Din aceste considerente, cererile aromânilor au fost respinse.
Respingerea cererilor lor de către otomani și opoziția greacă față de dreptul lor la autodeterminare a declanșat începutul cooperării dintre aromâni și bulgari. Bulgarii le-au permis preoților aromâni să oficieze slujbele religioase în limba lor dacă treceau sub jurisdicția canonică a Exarhatului Bulgar⁠(d), iar unii aromâni au început să se alăture bandelor bulgare locale. Această cooperare a alarmat autoritățile otomane, care se temeau de încheierea unei posibile alianțe între bulgari și aromâni. În plus, pe măsură ce Conflictul Macedonean⁠(d) se intensifica, problema aromânilor începea să capete o importanță tot mai mare pe plan internațional. Drept urmare, Imperiul German a început să-i sprijine pe aromâni în obținerea drepturilor etnice. După ce Abdul Hamid al II-lea a aflat de cererile făcute de Germania în numele aromânilor, s-a adresat Sublimei Porți și i-a cerut să găsească o soluție la problema aromânilor.
Astfel, la 22 mai 1905, sultanul Abdul Hamid al II-lea a emis o iradea (în turcă irâde-i seniyye, în traducere „voință rostită”) prin care a acordat aromânilor toate drepturile proprii unui millet, cu excepția celui de a avea un conducător religios, creând astfel millet-ul vlah. Prin acest decret, aromânii nu au obținut dreptul de a avea o biserică separată, dar li s-a acordat dreptul de a săvârși slujbe religioase în limba aromână și de a-și alege proprii lor primari în satele locuite de ei. Hotărârea sultanului a fost anunțată public a doua zi. Vestea înființării millet-ului vlah a fost primită cu bucurie în România, fiind considerată o mare victorie politică. Cu toate acestea, iradeaua sultanului a provocat o puternică opoziție grecească, care s-a manifestat prin uciderea clericilor aromâni și prin acte de violență îndreptate împotriva învățătorilor de la școlile aromâne săvârșite de bande paramilitare grecești. Actele de violență ale grecilor la adresa aromânilor au determinat o criză diplomatică între Grecia și România.
Deși nu au obținut dreptul de a avea o biserică proprie independentă, aromânii au fost mulțumiți de noua lor situație. Cu toate acestea, ei au avut probleme în a-și exercita noile drepturi în unele zone multietnice sau conflictuale. În cele din urmă, după Războaiele Balcanice, Imperiul Otoman a pierdut teritoriile locuite de aromâni. Schimbarea granițelor și trecerea teritoriilor locuite de aromâni în stăpânirea altor state i-a făcut pe aromâni să-și piardă drepturile etnice și să devină un grup etnic împrăștiat prin mai multe țări, ceea ce a creat dificultăți în lupta lor pentru supraviețuirea etnică, lingvistică și culturală.

## Importanță
Înființarea millet-ului vlah are o valoare simbolică mare pentru aromâni și este sărbătorită de mulți dintre ei de Ziua Națională a Aromânilor în 22 sau 23 mai. Ziua de 23 mai a fost instituită, începând din 2007, ca zi de sărbătoare legală în Macedonia de Nord. Cu toate acestea, mulți aromâni din Grecia⁠(d), care sunt încă loiali țării lor, resping de obicei această sărbătoare, deoarece o percep ca simbolizând o înfrângere a „patriei lor”. Acest lucru se datorează faptului că recunoașterea millet-ului vlah a fost considerată în acea vreme ca o înfrângere diplomatică a Greciei.
Millet-ul vlah este sărbătorit în România în Ziua Românității Balcanice. Această sărbătoare este destinată aromânilor, dar și meglenoromânilor și istroromânilor, percepuți în România ca subgrupuri etnice românești care trăiesc la sud de Dunăre. Spre deosebire de Ziua Națională a Aromânilor, Ziua Românității Balcanice este sărbătorită în fiecare 10 mai, deoarece România a adoptat calendarul gregorian abia în anul 1919. În plus, încercările de oficializare a Zilei Naționale a Aromânilor în România au fost respinse.